# Mukti Bahini
Mukti Bahini (em bengali:  মুক্তি বাহিনী "Exército de Libertação")  refere-se a organizações armadas que lutaram lado a lado com o Exército Indiano contra o Exército do Paquistão durante a Guerra de Libertação do Bangladesh. Foi dinamicamente formado por militares bengalis e civis, após a proclamação da independência de Bangladesh, a 26 de Março de 1971. Subsequentemente, em abril de 1971, os membros das antigas Forças Armadas do Paquistão Oriental formaram as Forças Armadas de Bangladesh, comandadas por M. A. G. Osmani.
Os grupos civis continuaram a assistência às forças armadas durante a guerra. Após a guerra, o Mukti Bahini tornou-se o termo geral para se referir a todas as forças (militares e civis) do antigo  Paquistão Oriental  que lutaram contra as forças armadas do Paquistão.

## Literatura
- Muhammad Ayub, An Army Its Role and Rule (A history of the Pakistan Army from Independence to Kargil 1947-1999), ISBN 0-8059-9594-3.